# Parafia Wniebowzięcia Najświętszej Maryi Panny w Chotomowie
Parafia Wniebowzięcia Najświętszej Maryi Panny w Chotomowie – parafia rzymskokatolicka należąca do dekanatu legionowskiego, diecezji warszawsko-praskiej, metropolii warszawskiej Kościoła katolickiego, w Chotomowie, w powiecie legionowskim, w województwie mazowieckim. Jej świątynią jest Kościół Wniebowzięcia Najświętszej Maryi Panny w Chotomowie.

## Historia
Według słownika Geograficznego Królestwa Polskiego parafia Chotomów została erygowana w 1418 roku. Inne źródło podaje, że nastąpiło to już w 1387 roku, w tym samym roku, w którym erygowano parafię w Wieliszewie. Działo się to za czasów biskupa Płockiego Ptyboriusza i plebana chotomowskiego Martinusa Dyrdycula, w których dokonano dysmembracji, czyli odłączenia kilku wsi z parafii Chotomów i przyłączenia do parafii Wieliszew.
Od XV do XVII wieku do parafii należały cztery wioski; trzy biskupie – Chotomów, Jabłonna i Radziszewo oraz Olszewnica. W Chotomowie był wtedy drewniany kościół pod wezwaniem Wniebowzięcia i Zwiastowania Najświętszej Maryi Panny. W parafii był tylko jeden kapłan. Terytorium parafii do II wojny światowej nie uległo większym zmianom. Trzon parafii stanowiły wsie Chotomów, Jabłonna, Olszewnica i Rajszew.

### Kościół parafialny
Obecny kościół został zbudowany w latach 1861–1865 z fundacji Maurycego Eustachego Potockiego, według projektu Franciszka Lancciego w stylu neogotyckim. Posiadał niewielkie wieżyczki i piękny wystrój wnętrza (polichromia, oświetlenie i kunsztowną w dębie rzeźbioną stolarkę). Z tego czasu pochodzi plebania.
W roku 1944 w wyniku działań wojennych kościół został częściowo zburzony. Uszkodzona została w ogromnym stopniu ściana wschodnia, zapadł się dach i sklepienie. Z wystroju wnętrza ocalały dwa ołtarze, konfesjonał i fotel dla celebransa, a także stojące przy balustradach kandelabry.

### Cmentarz parafialny
Do parafii należy utworzony w XIX wieku cmentarz katolicki przy ul. Kościelnej w Chotomowie jako kolejna nekropolia parafialna po cmentarzu przykościelnym.

## Wspólnoty i ruchy
- Żywy Różaniec
- Odnowa w Duchu Świętym
- Intronizacja Najświętszego Serca Jezusa
- Grupa Charytatywna
- Dziewczęca Służba Maryjna
- Ministranci
- Schola dziecięca
- Róża dziecięca